# Tibellus kibonotensis
Tibellus kibonotensis là một loài nhện trong họ Philodromidae.
Loài này thuộc chi Tibellus. Tibellus kibonotensis được Roger de Lessert miêu tả năm 1919.